# Possessor
Possessor é um filme de terror psicológico e ficção científica britânico-canadense escrito e dirigido por Brandon Cronenberg. É estrelado por Andrea Riseborough, Christopher Abbott, Rossif Sutherland, Tuppence Middleton, Sean Bean e Jennifer Jason Leigh.
Teve sua estreia mundial no Festival de Cinema de Sundance em 25 de janeiro de 2020, e foi lançado nos Estados Unidos e Canadá em 2 de outubro de 2020, pela Neon e Elevation Pictures. No Reino Unido foi lançado em 27 de novembro de 2020, pela Signature Entertainment. O filme recebeu elogios por sua originalidade e pelas atuações de Riseborough e Abbott.

## Elenco
- Andrea Riseborough como Tasya Vos
- Christopher Abbott como Colin Tate
- Rossif Sutherland as Michael Vos
- Tuppence Middleton como Ava Parse
- Sean Bean como John Parse
- Jennifer Jason Leigh como Girder
- Kaniehtiio Horn como Reeta
- Raoul Bhaneja como Eddie
- Gage Graham-Arbuthnot como Ira Vos
- Gabrielle Graham como Holly Bergman

## Lançamento
Em novembro de 2018, a Well Go USA Entertainment adquiriu os direitos de distribuição do filme.  Mais tarde teve sua estreia mundial no Festival de Cinema de Sundance em 25 de janeiro de 2020. Pouco depois, a Neon adquiriu os direitos de distribuição do filme, sendo lançado nos Estados Unidos e Canadá em 2 de outubro de 2020. O filme foi lançado no Reino Unido em 27 de novembro de 2020 pela Signature Entertainment.

## Recepção
No Rotten Tomatoes, o filme detém um índice de 93% aprovação, com base em 218 críticas, e uma nota média é de 7,8/10. O consenso do site diz: "Refinando ainda mais sua visão provocativa, o diretor-roteirista Brandon Cronenberg usa a premissa potencialmente exagerada de Possessor como um mecanismo de entrega de emoções perturbadoras com estilo". No Metacritic, o filme tem uma pontuação média ponderada de 72 de 100, com base em 23 avaliações, indicando "críticas geralmente favoráveis".